# Стресс-тестирование (финансы)
Стресс-тестирование (англ. stress testing) — метод анализа рисков финансовых организаций, отдельных секторов, рынков или финансовой системы в целом и оценки их устойчивости к реализации исключительных, но вероятных шоков.
Стресс-тестирование в наибольшей степени распространено в банковском секторе, однако аналогичные подходы используются для оценки рисков других секторов финансовой системы. В частности, НПФ, страховых компаний, брокеров, депозитариев, центральных контрагентов и др. Кроме того, стресс-тестирование может проводиться для оценки устойчивости и негативных эффектов на отдельных рынках (например, на рынке межбанковского кредитования или рынка междилерского РЕПО).

## Альтернативные определения
Согласно определению Банка России, стресс-тестирование банка — это оценка потенциального воздействия на финансовое состояние кредитной организации ряда заданных изменений в факторах риска, которые соответствуют исключительным, но вероятным событиям.
Международный валютный фонд определяет стресс-тестирование как метод оценки чувствительности портфеля (активов или финансовых инструментов) к существенным изменениям макроэкономических показателей или к исключительным, но возможным событиям.
По определению Банка международных расчетов стресс-тестирование — термин, описывающий различные методы, которые используются финансовыми институтами для оценки своей уязвимости по отношению к исключительным, но возможным событиям.

## Область применения
Стресс-тестирование является широко используемым методом анализа рисков в финансовых организациях. Банковское регулирование предписывает обязательное использование стресс-тестирования при применении банками внутренних рейтингов. В соответствии с рекомендациями Базельского комитета по банковскому надзору, банки, применяющие модели внутренних рейтингов, должны осуществлять стресс-тестирование для оценки достаточности собственного капитала.
Стресс-тестирование активно применяется органами финансового регулирования (центральными банками и пруденциальными агентствами) и международными организациями (такими, как МВФ) для оценки устойчивости банковских и финансовых систем.
Таблица. Сводные результаты стресс-тестирования в открытом доступе.
| Орган регулирования и надзора     | Периодичность и ссылка |
| --------------------------------- | ---------------------- |
| Европейское банковское управление | раз в два года         |
| ФРС США                           | ежегодно               |
| Банк Англии                       | ежегодно               |
| Банк России                       | ежегодно               |

Эффективный подход к стресс-тестированию подразумевает его применение на различных организационных уровнях компании и к различным бизнес-сущностям. Так, исключение значимых факторов, таких как портфель активов или направление бизнеса, может в значительной степени исказить результаты стресс-тестирования и привести к недооцениванию подверженности компании риску. Кроме того, немаловажно проводить стресс-тестирование применительно к различным временным горизонтам.

## Последовательность стресс-тестирования
Основными этапами стресс-тестирования являются:
- выбор потенциальных факторов риска;
- формирование сценария (комбинации факторов риска во времени, которые согласуются между собой);
- количественная оценка исключительного, но вероятного негативного шока по составленному сценарию;
- расчет предполагаемых потерь (убытков) или потребности в дополнительной ликвидности;
- анализ проблемных активов (портфелей) или участников рынка.

При выборе сценария финансовая организация должна исходить из ряда установок. В частности, стресс-тестирование должно охватывать все значимые для данной организации (или группы) риски и направления деятельности. Сценарии стресс-тестирования должны учитывать события, которые могут причинить максимальный ущерб или повлечь потерю деловой репутации.
Финансовая организация должна регулярно (не реже одного раза в год) осуществлять оценку применяемых сценариев, качества используемых данных и допущений, соответствия полученных результатов стресс-тестирования на предмет их актуальности. Процедуры стресс-тестирования отражаются во внутренних документах финансовых организаций и пересматриваются в зависимости от изменения внешних и внутренних факторов их деятельности.

## Подходы к проведению стресс-тестирования
Органы финансового регулирования используют два подхода к стресс-тестированию банковского сектора: «сверху вниз» (top down approach) и «снизу вверх» (bottom up approach). В первом варианте расчеты проводятся самим регулятором. Подход «сверху вниз» требует использования не только макроэкономической статистики, но также и микроданных банковской отчетности, а также предполагает экономико-математическое моделирование. Преимуществом подхода «сверху вниз» является то, что после разработки методики стресс-тестированию, его регулярное проведение не требует больших затрат времени и труда.
При использовании подхода «снизу вверх» органы финансового регулирования определяют сценарии и величину шока, а финансовые организации на основе полученной информации проводят самостоятельный расчет потерь, используя внутренние модели. Срок проведения стресс-тестированию существенно увеличивается по сравнению с подходом «сверху вниз». Регуляторы, с одной стороны, перекладывает часть работы на банки и обязаны унифицировать методику, чтобы она была приемлема для большинства, однако с другой стороны — сталкивается с возможными сложностями сопоставления и агрегирования результатов из-за различий в моделях банков. Кроме того, в подходе «снизу вверх» не учитываются сетевые эффекты, в связи с тем, что банк рассчитывает собственные потери, не учитывая их влияние на ухудшение финансового состояния своих контрагентов.

## Стресс-тестирования Банка России
Банк России проводит стресс-тестирование банков не реже одного раза в полугодие. Результаты анализа по итогам минувшего года публикуются в «Отчете о развитии банковского сектора и банковского надзора». Стресс-тестирование проводится на базе сценарного анализа с использованием макроэкономического моделирования. С помощью стресс-тестирования оценивается масштаб потенциальных потерь российского банковского сектора в случае возникновения шоков, учитывающих влияние на российскую экономику ухудшения внешнеэкономических условий. Кроме того, Банк России проводит тесты чувствительности банков к риску ликвидности и риску концентрации кредитования на отдельных отраслях экономики. Результаты проводимых стресс-тестов используются в надзорной деятельности.
Макроэкономический сценарий стресс-теста Банка России включает снижение цен на нефть (до $25 за баррель в анализе 2016 года), падение ВВП (на 1,4 %), а также рост процентных ставок на российском финансовом рынке и снижение фондовых индексов.
Таблица. Характеристики сценария стресс-тестирования Банка России в 2016 году.
| Наименование показателя                        | Стрессовый сценарий на год | Факт за 2016 год |
| ---------------------------------------------- | -------------------------- | ---------------- |
| Цена на нефть, долларов США за баррель         | 25                         | 42               |
| Темп прироста ВВП, %                           | -1,4                       | -0,2             |
| Инфляция, %                                    | 6,5                        | 5,4              |
| Темп прироста инвестиций в основной капитал, % | -3,1                       | -0,9             |
| Средний курс доллара США к рублю               | 75                         | 67               |

Оценка потерь банков проводится по четырём видам риска: кредитный риск (в том числе риска ухудшения качества пролонгированных ссуд), рыночный риск, риск потери ликвидности, а также процентный риск по «банковской книге». По результатам стресс-тестирования наибольшая часть потерь (не менее двух третей), как правило, связана с кредитным риском (из-за доформированием резервов по ссудам). Стресс-тестирование позволяет оценить потенциальный размер дефицита капитала банков и банковского сектора в целом.
Кроме того, в рамках стресс-тестирования дополнительно оценивается «риск заражения» на межбанковском рынке (т. н. «эффект домино») в случае реализации заданных макроэкономическим сценарием шоков. Это позволяет оценить влияние банкротства отдельных банков на устойчивость их контрагентов на межбанковском рынке.
Отдельно проводится анализ чувствительности к риску ликвидности. Он позволяет оценить реакцию банков на мгновенный шок. Расчеты помогают оценить возможные потери без смягчающих факторов (без доступа к рефинансированию Банка России и рынку МБК), что дает возможность получить консервативную оценку подверженности банка риску ликвидности.